# Amarnai sziklasírok
Az amarnai sziklasírok az ókori egyiptomi Ahet-Aton (mai nevén Amarna) városától keletre, az V. határkősztélétől nem messze található sírok – az Ehnaton fáraó és családja számára épült amarnai királysír, valamint a nemesek sírjai, melyek északra és délre helyezkednek el a váditól, melyben a királysír fekszik. Az északi síroktól északnyugatra három sártéglából épült oltár áll, az ún. sivatagi oltárok.
A sírok két csoportra oszlanak: a királysírtól északra elhelyezkedőek (25, közülük hatnak a tulajdonosa ismert) a legmagasabb rangú udvari tisztségviselőknek voltak fenntartva, míg a déli sírok  (18, közte 13 ismert tulajdonosú) a végrehajtó hatalom és adminisztráció képviselőinek. Érdekes, hogy Ay, a későbbi fáraó – a királyi családhoz való nyilvánvaló közelsége és valószínű vérségi kapcsolatai ellenére – a déli sírok közt készíttetett sírt magának.
A sírok díszítése betekintést nyújt a királyi család és közvetlen környezetük életébe. A sír tulajdonosát szokatlan módon csak kis méretben, mellékszereplőként ábrázolják; a képek nagy része a királyi családot mutatja. A sírokban található képek alapján rekonstruálható többek között a nagy Aton-templom belseje (Meriré főpap sírjából), Tije királyné ahet-atoni látogatásának eseményei (háznagya, Huja sírjából), egy szobrászműhely kinézete (szintén Huja sírjából) és a 12. évben rendezett nagy ünnepség (Huja és II. Meriré sírjából), és a „megjelenések ablaka”, valamint innen származik az Aton-himnusz több változata (a legszebben fennmaradt verzió Ay sírjából), illetve  Szemenhkaré és Meritaton egyetlen közös ábrázolása (II. Meriré sírjából). Érdekes módon a legtöbb tisztségviselőnek a neve nem nagyon fordul elő máshol a városban, csak a sírban – kivétel ez alól Ay és az Amarna-levelekben gyakran említett diplomata, Tutu.
Az Amarna-kor végén a sírokat elhagyták, és mind befejezetlenül maradt, ami a gazdasági összeomlás jele is lehet. Nagy részük már az ókortól nyitva állt. A 19. században kezdték meg tudományos vizsgálatukat. 1893-ban minden nyitott sír bejáratát vasráccsal zárták el; sajnos eddigre több sírt megrongáltak a közeli falvak lakói, akiket feldühített a kutatók jövés-menése a területen.
Érdekes módon közemberek temetkezésére Ahet-Atonban nem nagyon van példa, bár usébti-szobrok kerültek elő. Lehetséges, hogy csak még nem találták meg a temetkezési helyüket, de elképzelhető az is, hogy az újonnan alapított városban még nem fejlődött ki kellőképpen az emberek odatartozásának érzése, és temetkezni régi lakhelyükön szándékoztak.

## Az északi sírok

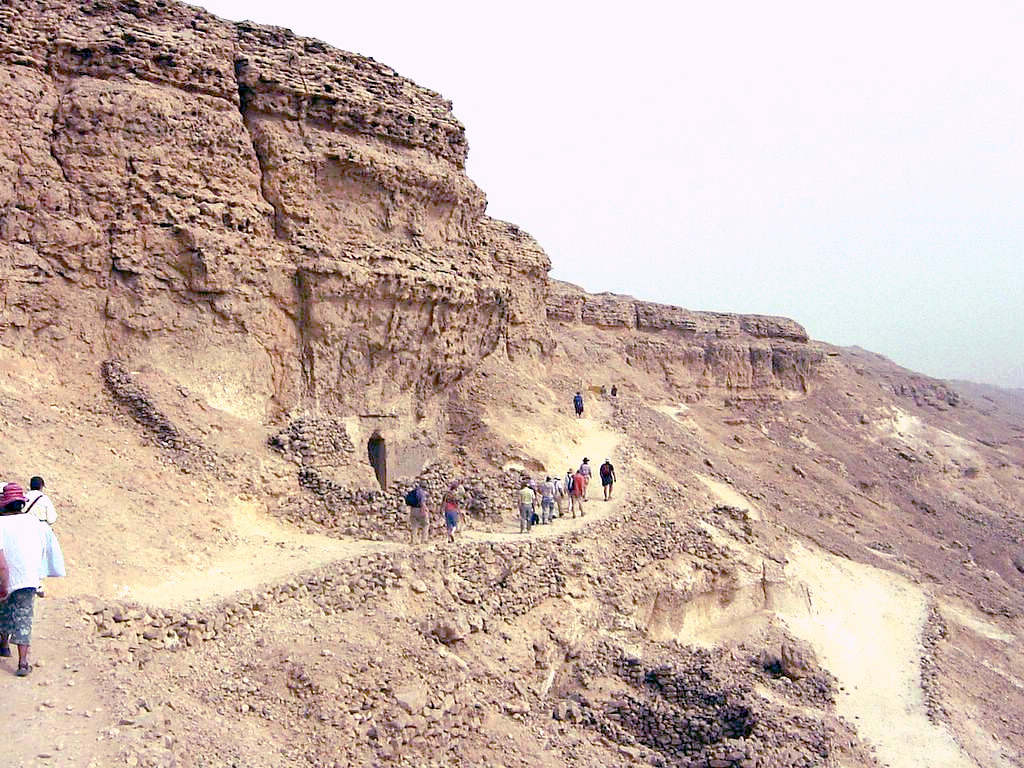
Az északi sírok

- EA1 ~ Huja, Tije királyné háznagya sírja
- EA2 ~ Meriré, a királyi hárem felügyelője sírja
- EA3 ~ Jahmesz sírja
- EA4 ~ Meriré főpap sírja
- EA5 ~ Pentu udvari orvos sírja
- EA6 ~ Paneheszi sírja

## A déli sírok
- EA7 ~ Parennefer pohárnok sírja

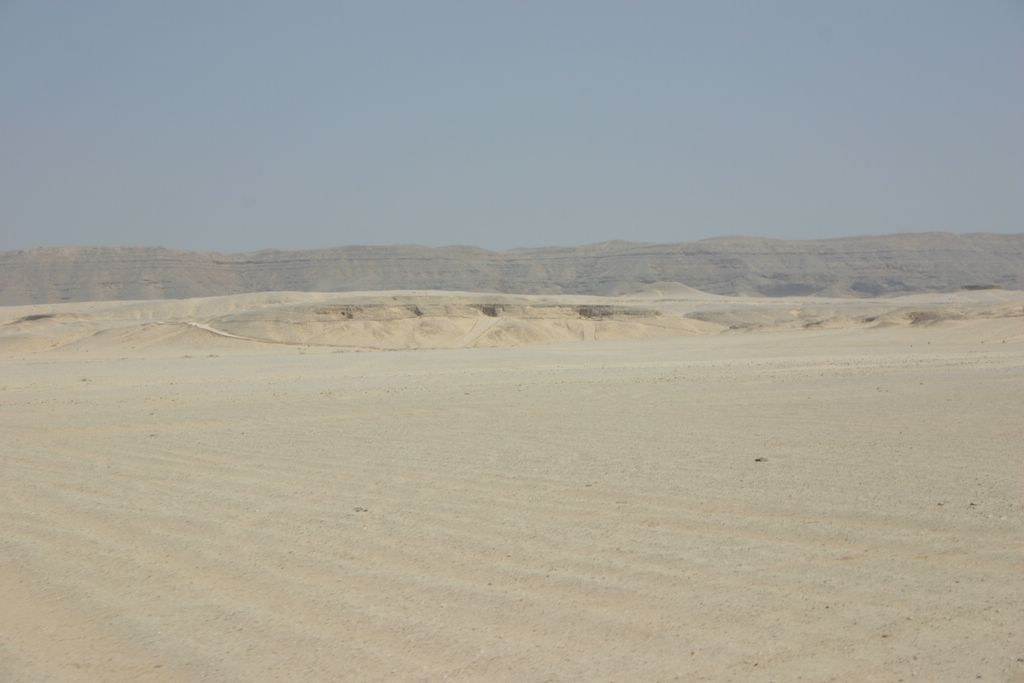
A déli sírok

- EA 7a, 7b és 7c – tulajdonosuk ismeretlen
- EA8 ~ Tutu kamarás sírja
- EA9 ~ Mahu rendőrfőnök sírja
- EA 9a, 9b és 9c – tulajdonosuk ismeretlen
- EA10 ~ Ipi háznagy sírja
- EA11 ~ Ramosze tábornok sírja
- EA12 ~ Nahtpaaton vezír sírja
- EA13 ~ Noferheperu-her-szeheper polgármester sírja
- EA14 ~ Maja tábornok sírja
- EA15 ~ Szuti sírja
- EA16, EA17, EA18 – tulajdonosuk ismeretlen
- EA19 ~ Szétau kincstárnok sírja
- EA20, EA21, EA22 ~ tulajdonosuk ismeretlen
- EA23 ~ Ani írnok sírja
- EA24 ~ Paatonemheb sírja
- EA25 ~ Ay parancsnok, későbbi fáraó sírja
- EA25a ~ Ia sírja (?)